# 70년대
- 70년대는 70년부터 79년까지를 가리킨다.